# Spooner (Wisconsin)
Spooner es una ciudad ubicada en el condado de Washburn en el estado estadounidense de Wisconsin. En el Censo de 2010 tenía una población de 2.682 habitantes y una densidad poblacional de 294,69 personas por km².

## Geografía
Spooner se encuentra ubicada en las coordenadas 45°49′37″N 91°53′26″O / 45.82694, -91.89056. Según la Oficina del Censo de los Estados Unidos, Spooner tiene una superficie total de 9.1 km², de la cual 8.52 km² corresponden a tierra firme y (6.4%) 0.58 km² es agua.

## Demografía
Según el censo de 2010, había 2.682 personas residiendo en Spooner. La densidad de población era de 294,69 hab./km². De los 2.682 habitantes, Spooner estaba compuesto por el 95.08% blancos, el 0.26% eran afroamericanos, el 1.86% eran amerindios, el 0.71% eran asiáticos, el 0% eran isleños del Pacífico, el 0.15% eran de otras razas y el 1.94% pertenecían a dos o más razas. Del total de la población el 1.27% eran hispanos o latinos de cualquier raza.